# Forteresse du Mont-Valérien
Pour les articles homonymes, voir Valérien (homonymie).

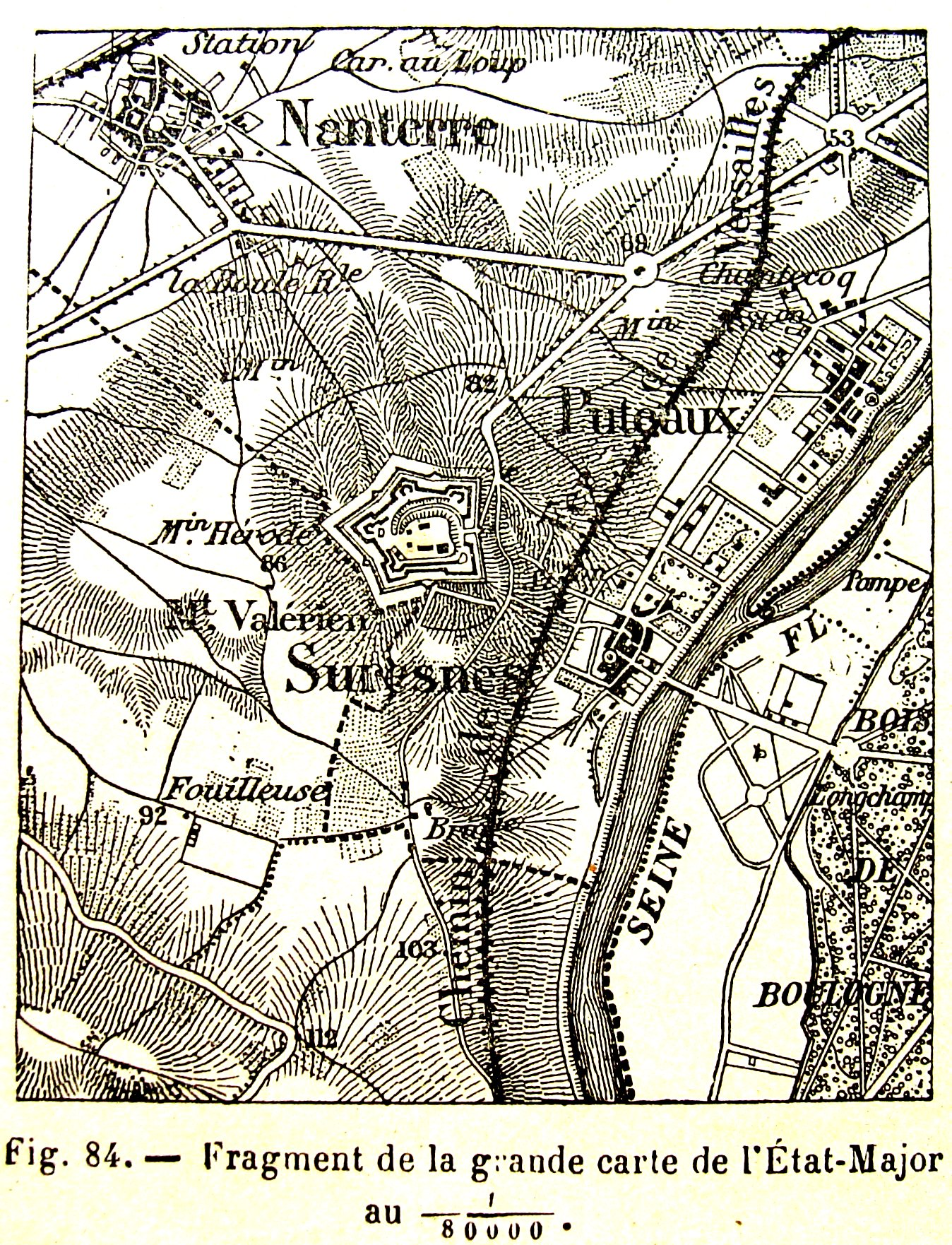
La forteresse du Mont-Valérien sur une ancienne carte d'état-major.

La forteresse du Mont-Valérien est un fort pentagonal construit de 1840 à 1846. Elle est l'un des seize forts construits autour de Paris.
Elle est construite au début des années 1840 sur le mont Valérien,  colline culminant à 161 mètres, située à environ deux kilomètres à l'ouest de Paris, dans les communes de Suresnes (majeure partie), Nanterre et Rueil-Malmaison.
Son adresse est : avenue du Professeur-Léon-Bernard, 92150 Suresnes.
Au cours de la Seconde Guerre mondiale, plus d'un millier de résistants et otages y ont été fusillés par les Allemands.
Elle abrite l'état-major stratégique des opérations (unité non permanente) et la Direction interarmées des réseaux d'infrastructures et des systèmes d'information d'Île de France / 8e régiment de transmissions (DIRISI IDF/8e RT), qui a succédé au 8e régiment de transmissions, dissous le 1er août 2014.
Le mémorial de la France combattante, érigé en l'hommage de tous les morts de la guerre 1939-1945, inauguré par le général de Gaulle le 18 juin 1960, se trouve à l'extérieur de la forteresse, adossé à son mur d'enceinte au sud.

## Histoire

### Passé du site
Le mont Valérien est le refuge d'ermites à partir du Bas Moyen Âge, alors que ses coteaux sont occupés par des vignes. Au XVIIe siècle, un calvaire religieux y est édifié, objet de pèlerinages jusqu'à la Révolution, qui le supprime. Le terrain est racheté par le député Antoine Merlin de Thionville en 1795 qui envisage d'y faire construire un château. En 1806, des religieux y sont à nouveau autorisés. Napoléon Ier projette d'y édifier une maison d'éducation de la Légion d'honneur, puis un édifice militaire, mais la chute de l'Empire met un terme à ces ambitions, même si un édifice, dit « de 1812 » est construit. Sous la Restauration, Charles de Forbin-Janson relance l'activité religieuse du mont Valérien, qui renoue avec la popularité qu'il connaissait sous l'Ancien Régime, de nombreuses personnalités royalistes se faisant enterrer dans le nouveau cimetière qu'il a conçu. Il fait aussi édifier un petit château et une chapelle. Symbole du légitimisme, le calvaire est définitivement fermé après l'arrivée de Louis-Philippe sur le trône, en 1830.
Sous son ministère, Adolphe Thiers y crée l'un des seize forts prévus dans le programme de fortifications de Paris décidé par la loi du 3 avril 1841. C'est l'un des plus importants. Cent quarante millions de francs sont alloués au projet, qui prévoit la destruction des anciens édifices religieux. De forme pentagonale, la forteresse comprend des fronts allant de 350 à 400 mètres, des pas de cavaliers reliant les bastions. Il y a un double mur de soutènement, des douves et un mur défensif. En 1850, la forteresse du Mont-Valérien est rattachée à Suresnes.

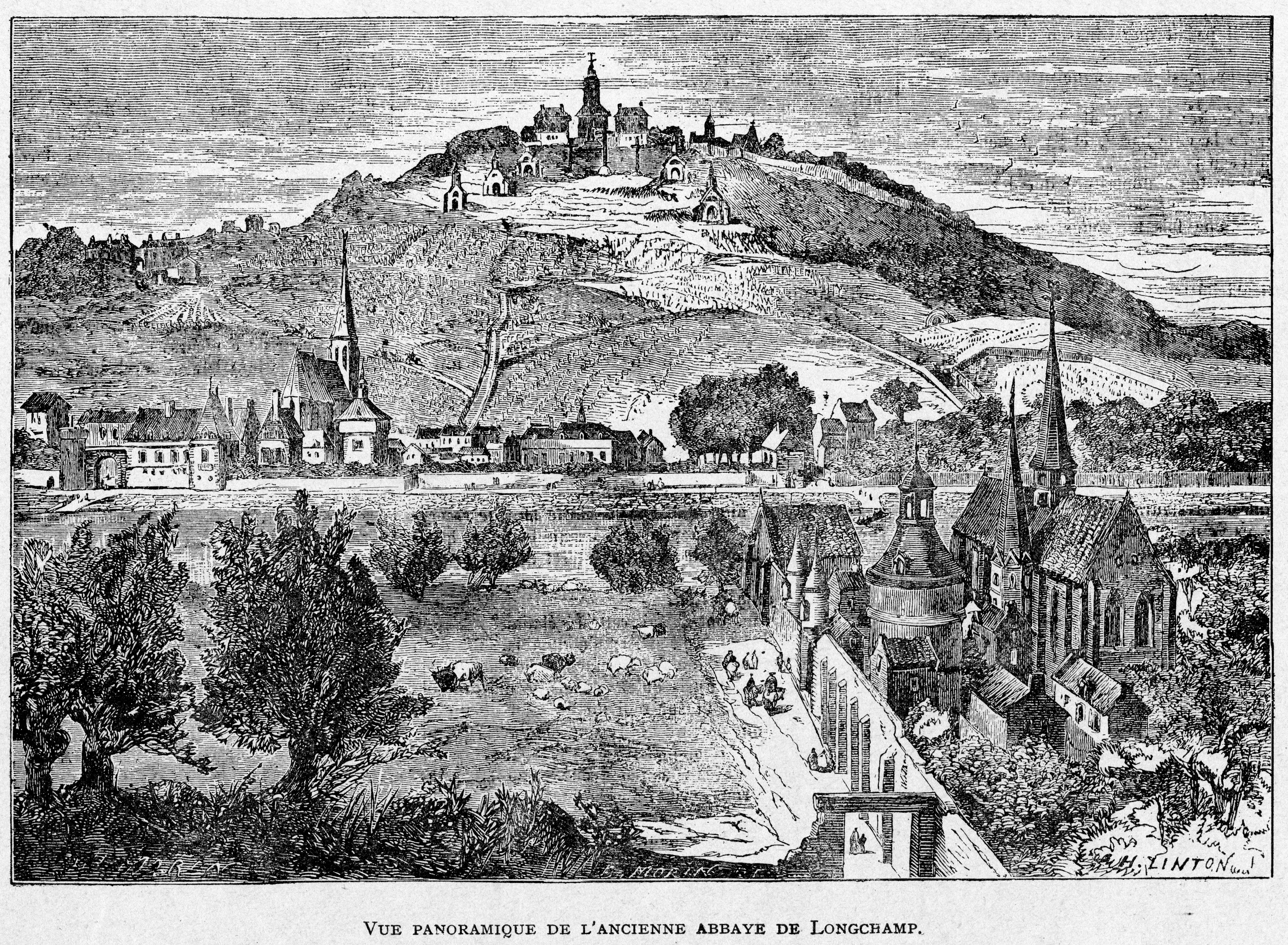
Gravure d'Edmond Morin figurant le mont Valérien à l'époque du calvaire.
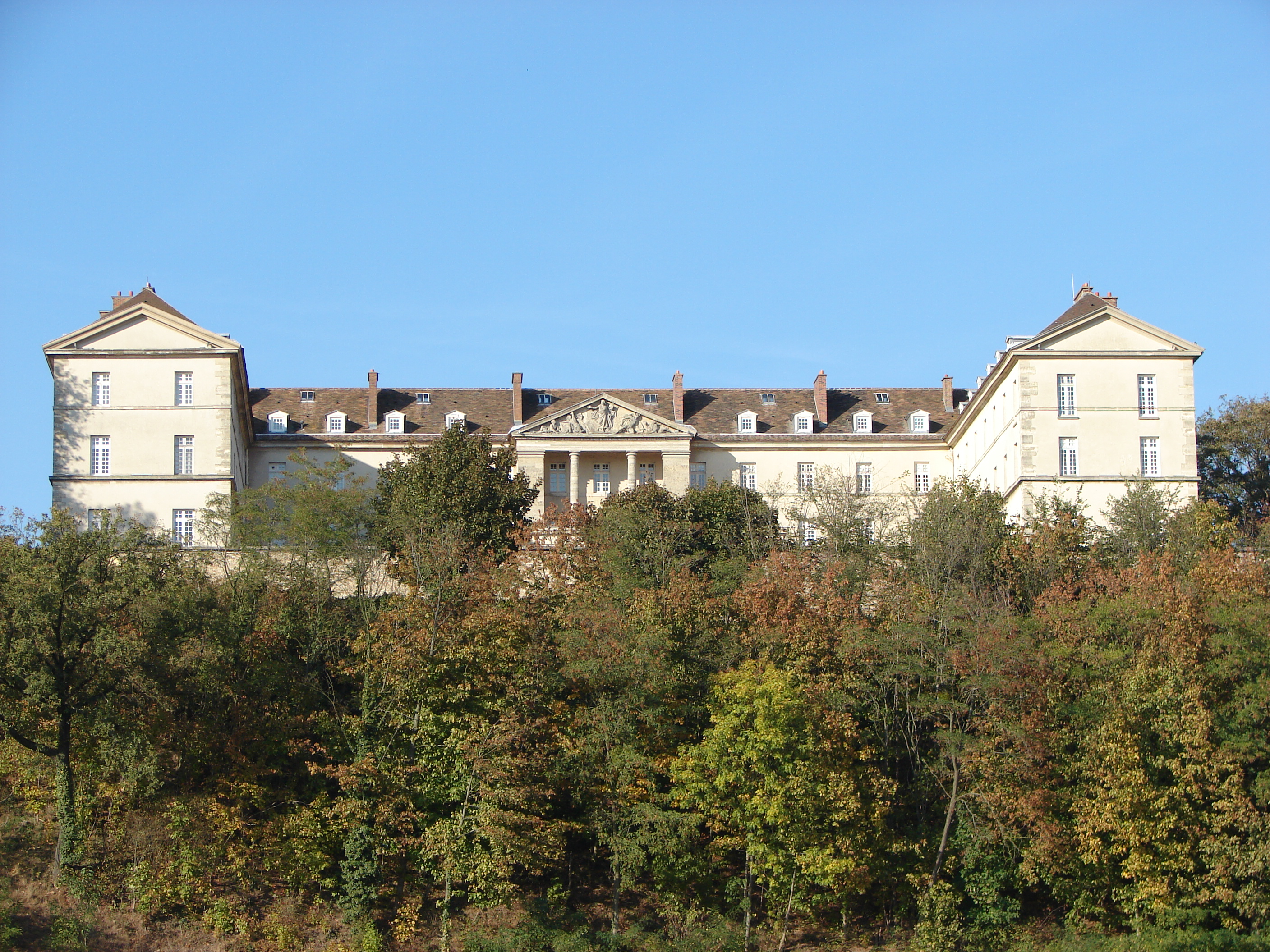
Vue du bâtiment de 1812 depuis le mémorial de la France combattante.
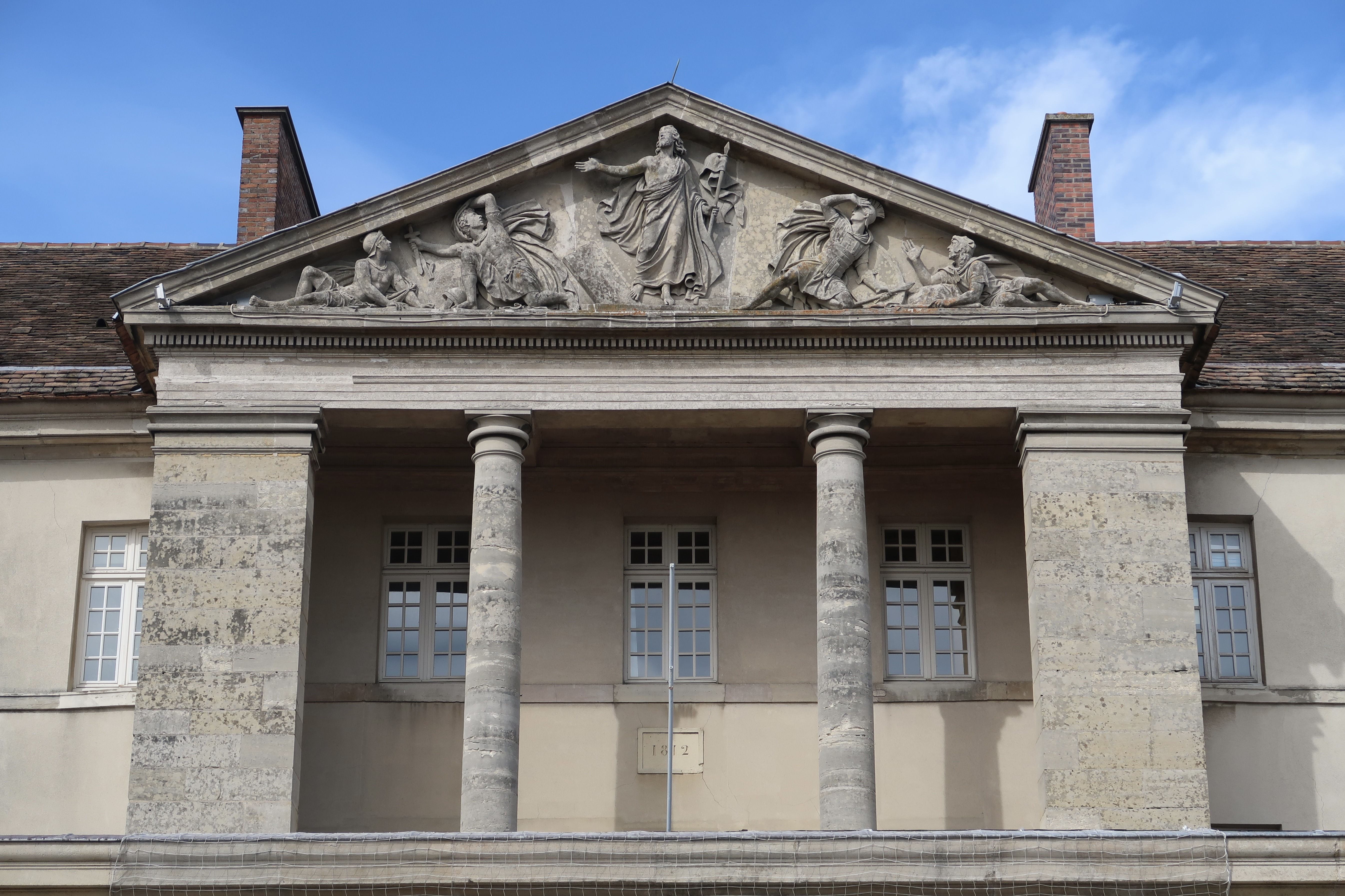
Jean-Pierre Cortot, Le Christ sortant du tombeau, fronton du bâtiment de 1812.
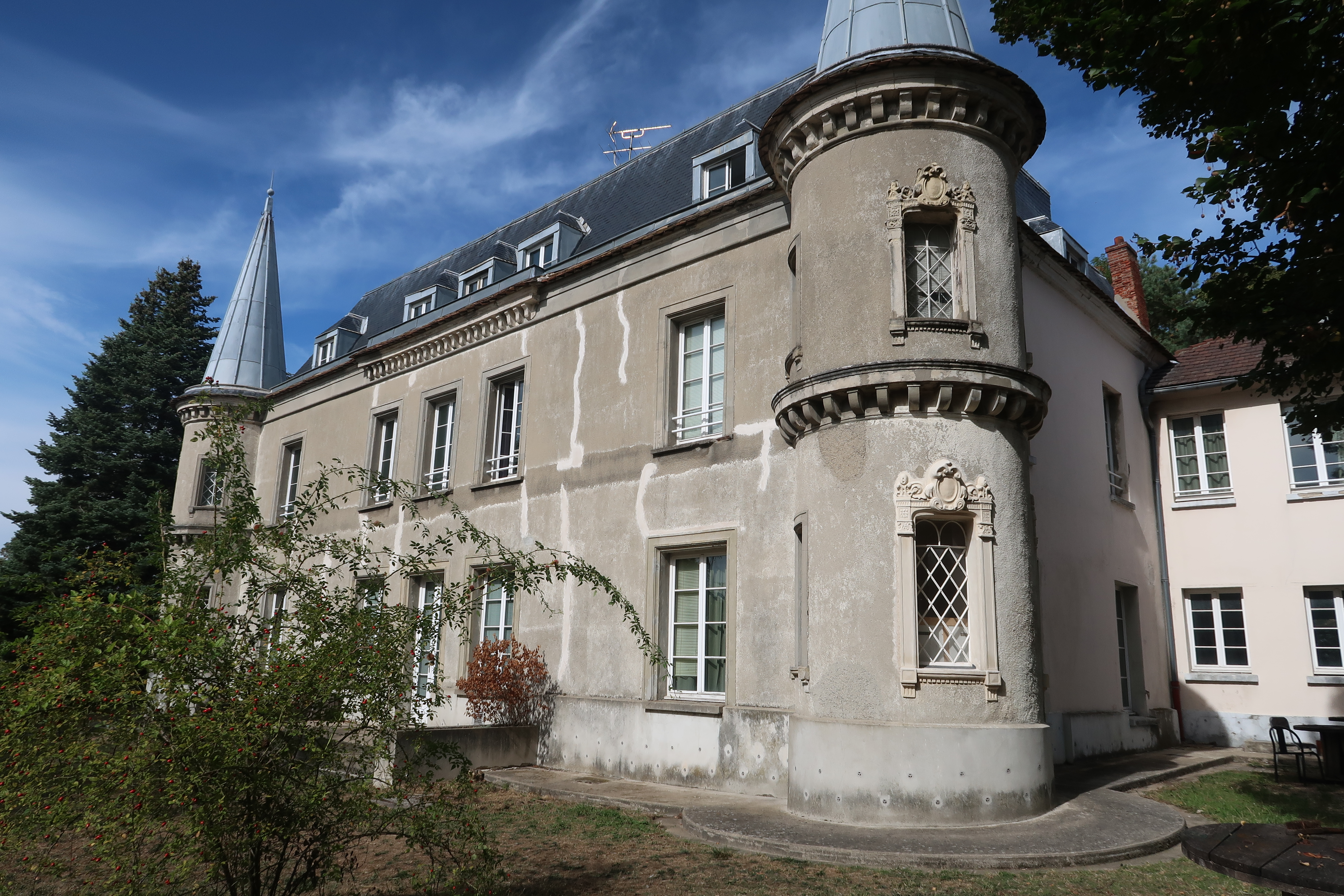
Château de Forbin-Janson.
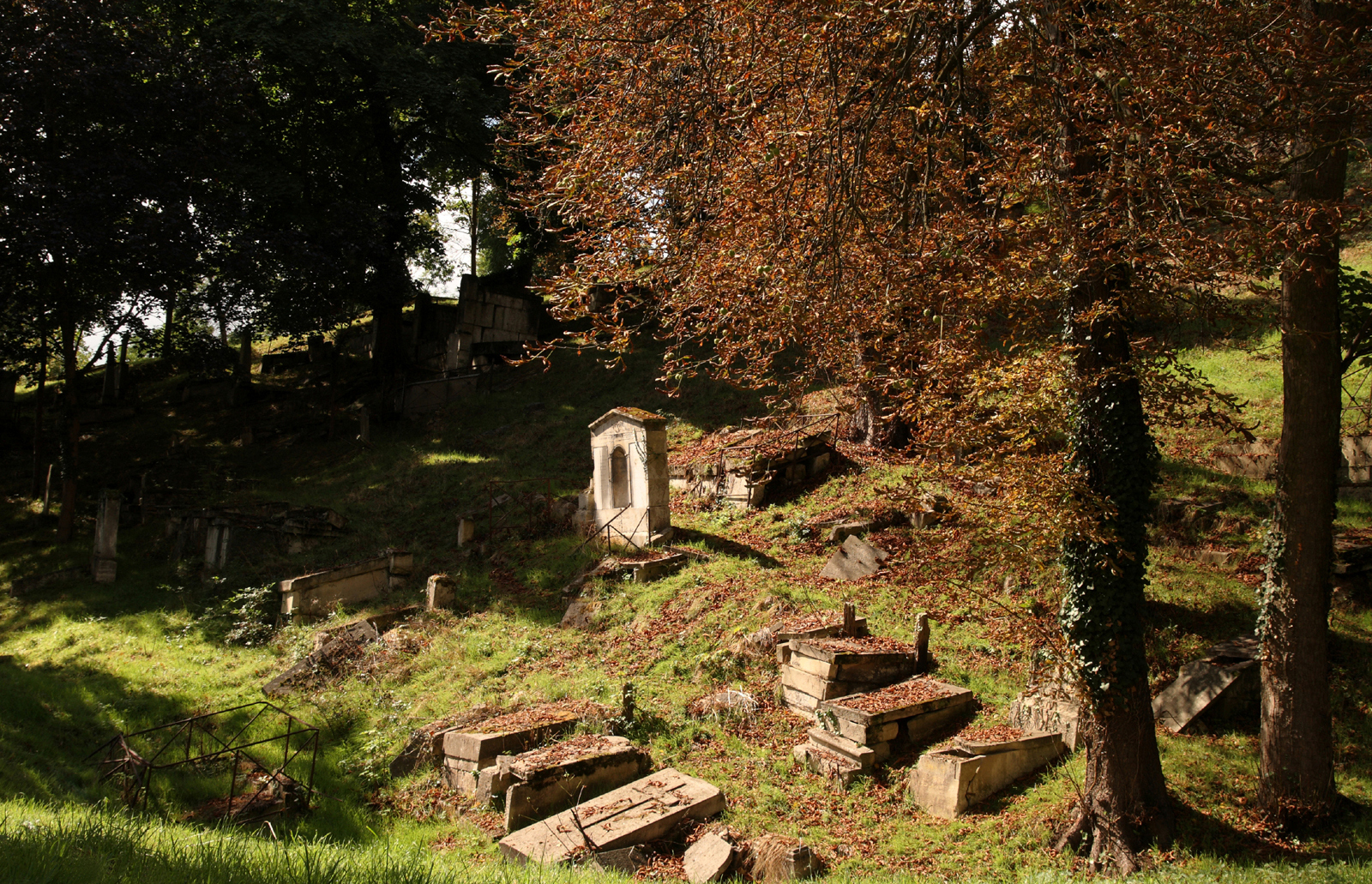
Cimetière du Mont-Valérien.

D'avant les travaux du milieu du XIXe siècle subsistent plusieurs éléments, toujours compris dans l'enceinte militaire :
- la crypte qui daterait, selon les versions, du XVIIe siècle ou du XIXe siècle , reconvertie en chapelle ;
- le bâtiment dit « de 1812 », construit sous le Premier Empire, de nos jours musée du régiment de transmissions ;
- le château de Forbin-Janson datant du début du XIXe siècle, qui accueille depuis le mess des officiers ;
- la chapelle attenante, construite en 1828, lieu de culte des troupes, désaffectée au début du XXe siècle avant d'être rendu au culte en 1939 et d'abriter des résistants condamnés lors de la Seconde Guerre mondiale[3].

### La forteresse

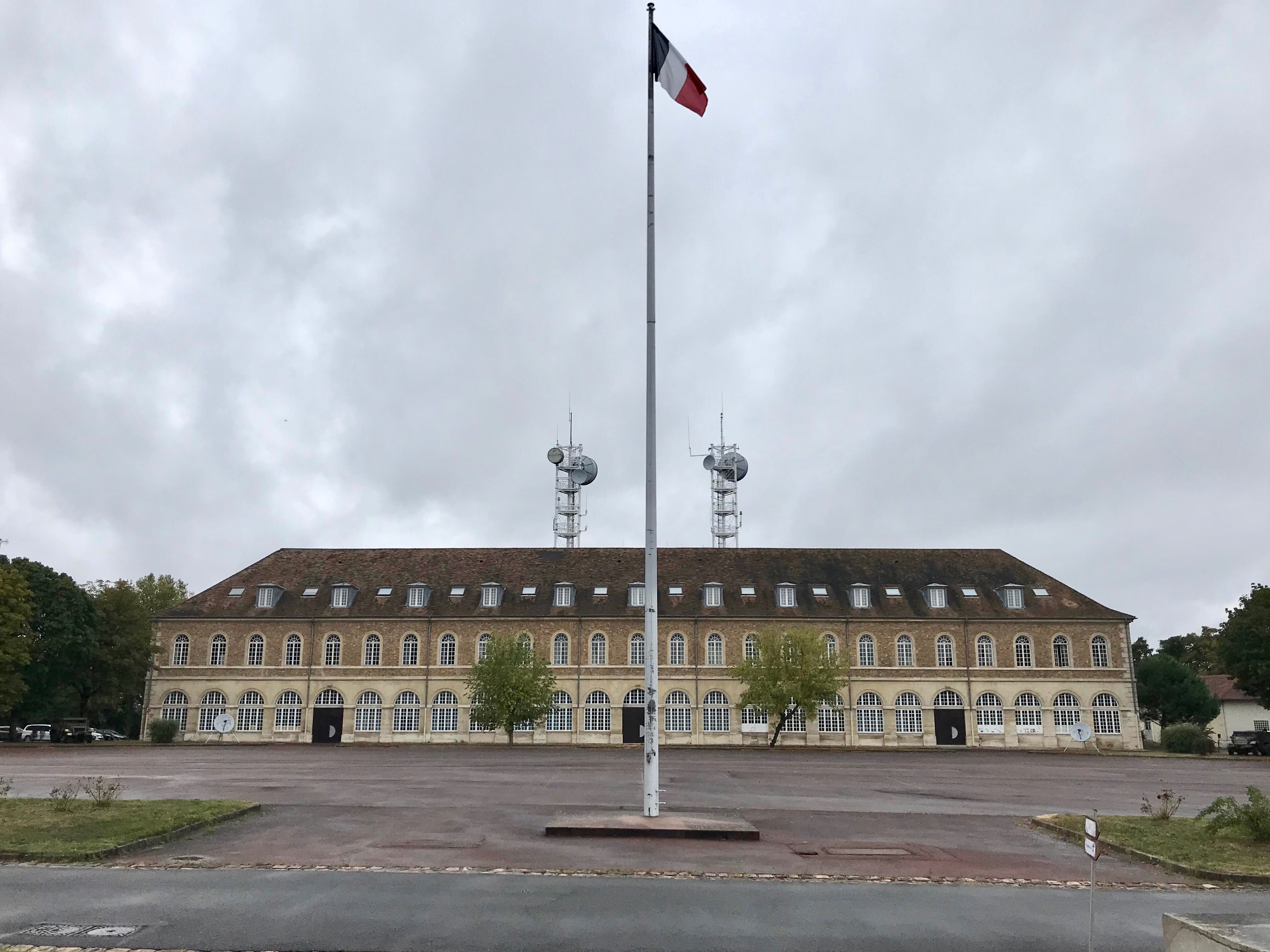
Place d'armes (travaux du milieu XIXe siècle).
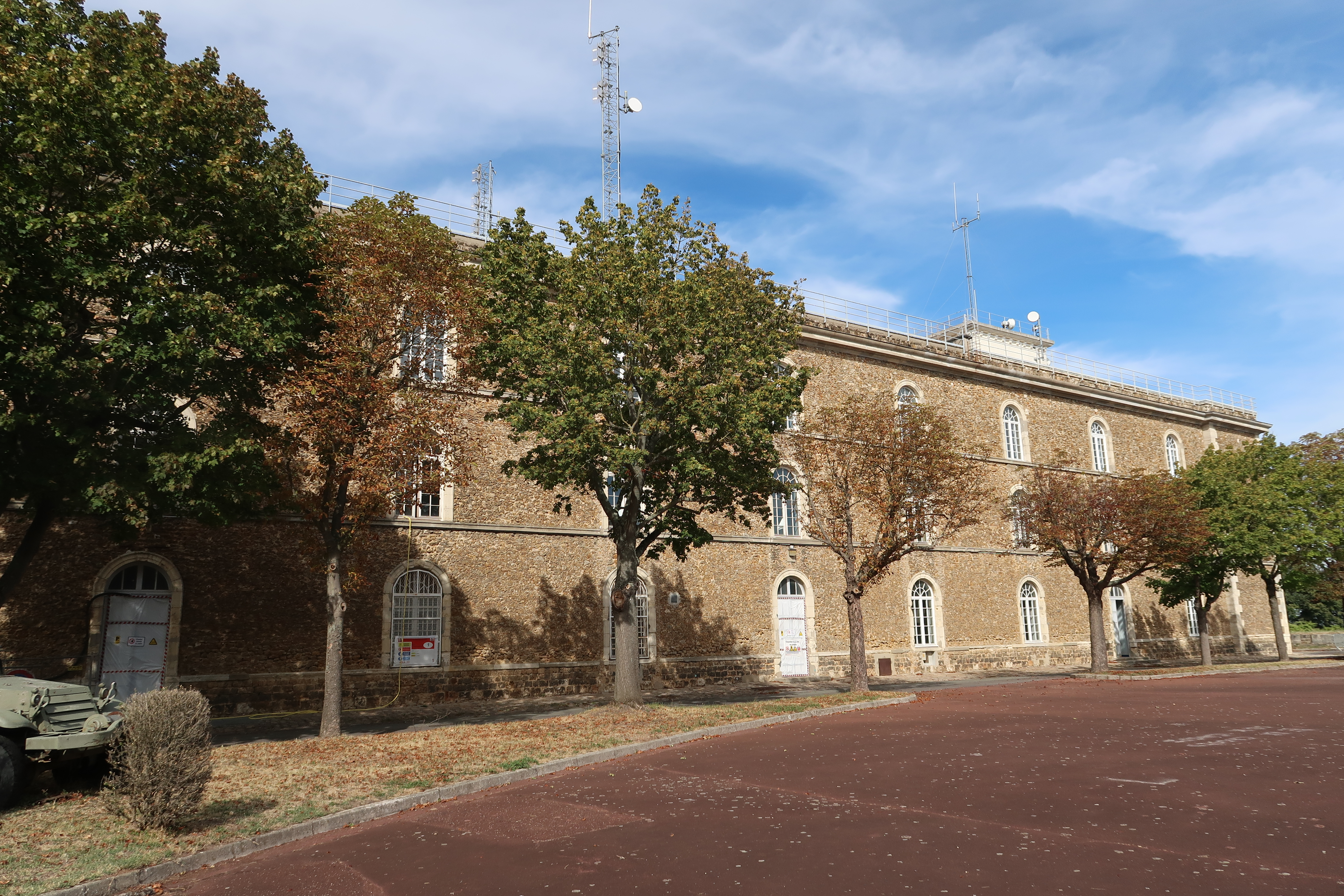
Détail de la place d'armes.
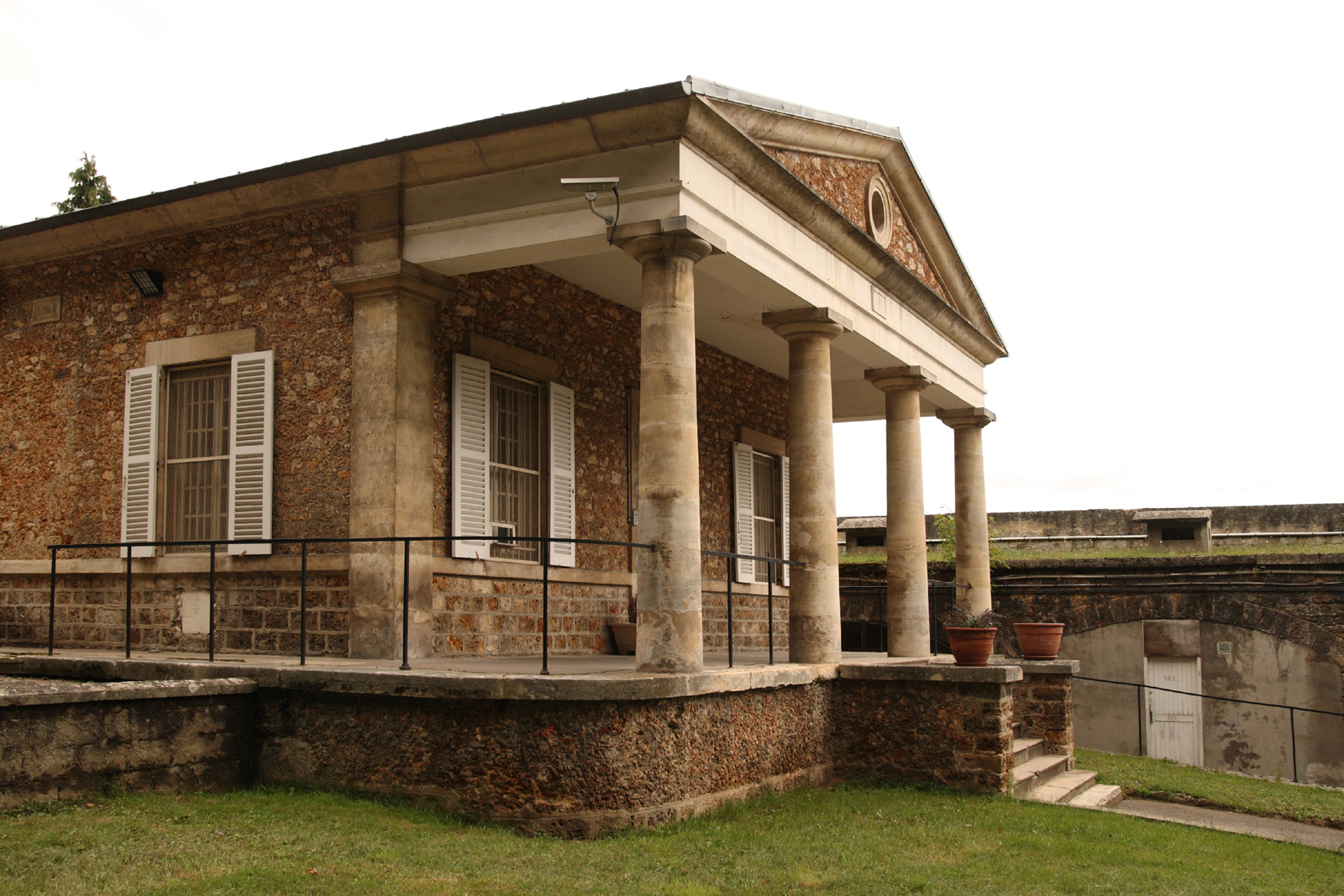
Poste de garde à l'entrée du fort, dans l'enceinte (1842).
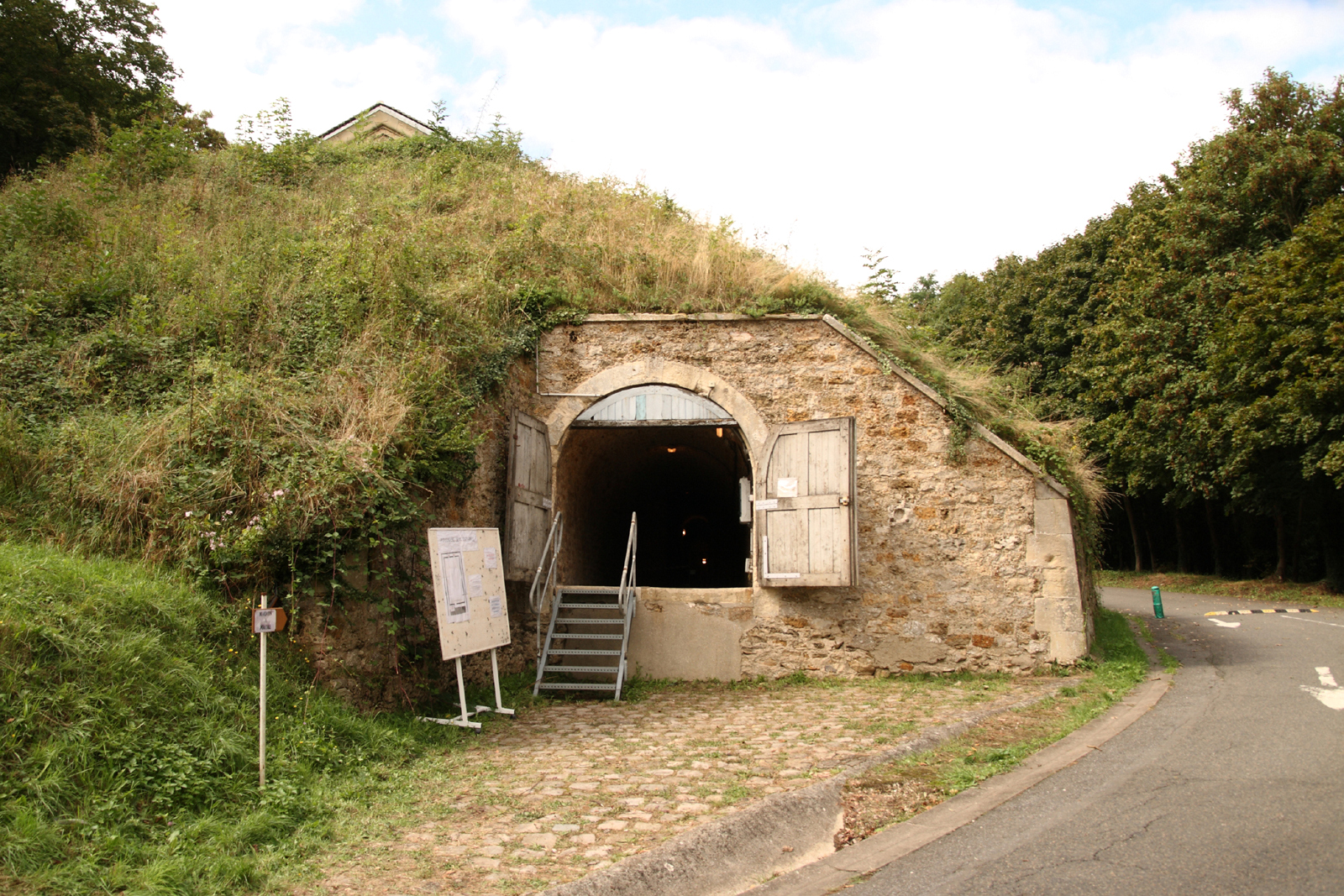
Poudrière.
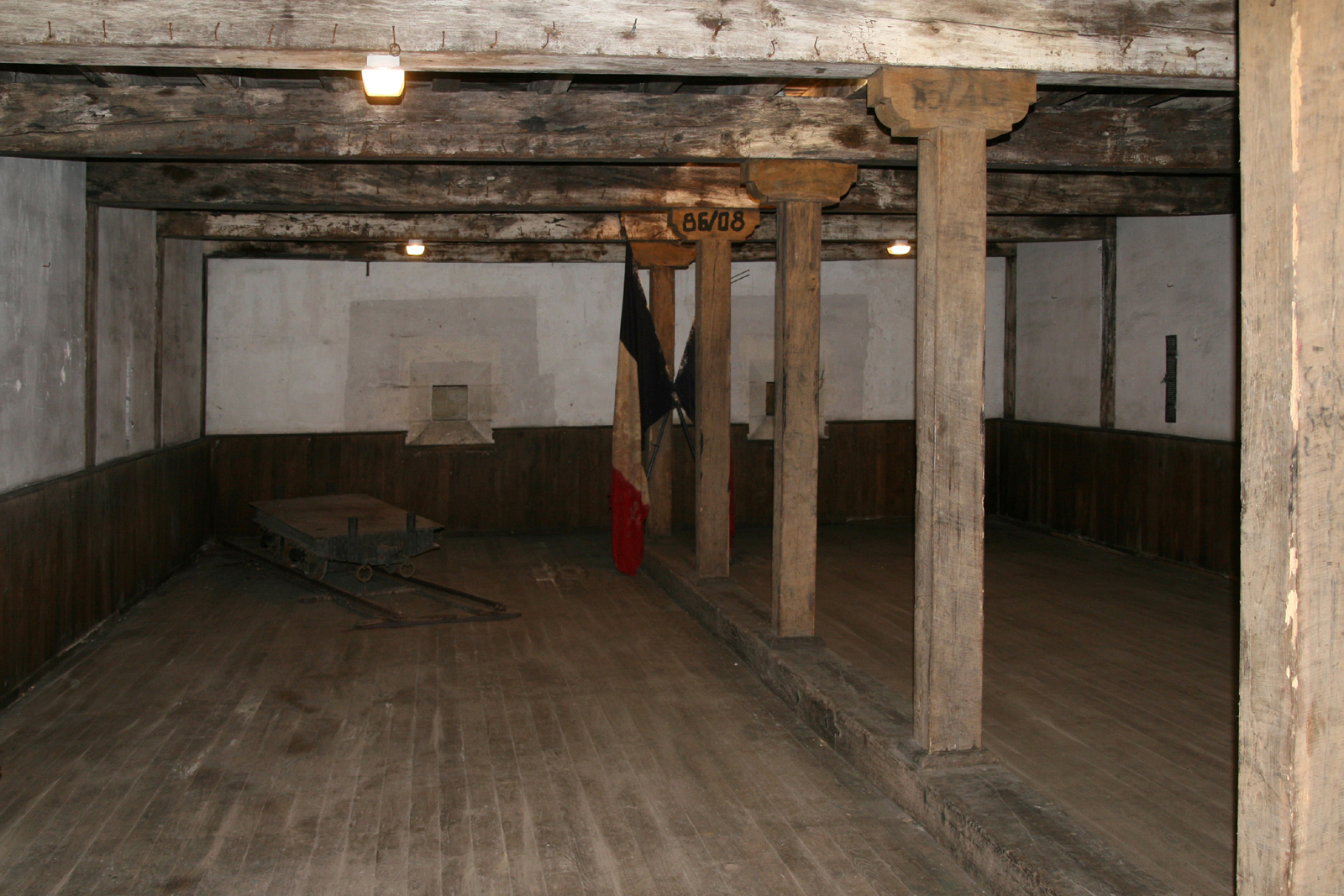
Salle dans la poudrière.
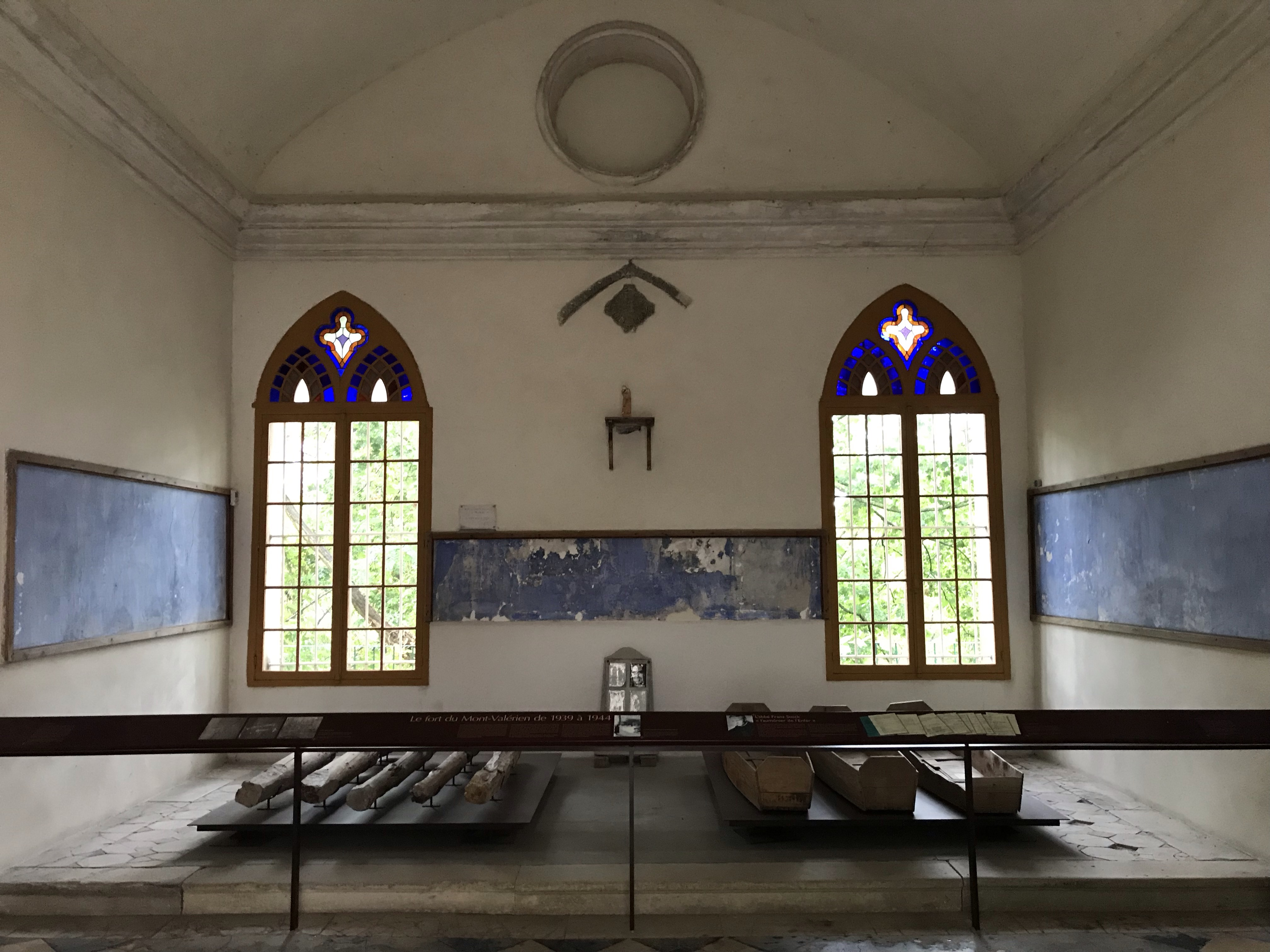
L'intérieur de la chapelle de Forbin-Janson, ou « chapelle des fusillés ».

En 1851, Gustave de Beaumont, Achille Chaper et Joseph Edmond Fayolle sont emprisonnés quelques jours au Mont-Valérien après leur protestation contre le coup d'État de Louis-Napoléon Bonaparte.
Pendant la guerre franco-allemande de 1870, la forteresse joue un rôle important :
- d'une part dans le siège de Paris, la destruction du château de Saint-Cloud, tenu par les Allemands, le 13 octobre 1870[4], par les troupes républicaines du gouvernement de la Défense nationale, témoigne de la puissance de feu de ses canons. Sa plus forte pièce d'artillerie est « La Valérie », un canon de calibre 24 et d'un poids de 16 tonnes, capable de tirer des boulets de 100 k[5]. Au château de La Celle, les dégâts ne sont à déplorer que dans l'orangerie. Le fort est occupé par les Allemands en application de l'armistice franco-allemand le 29 janvier 1871 ;
- après le départ des Allemands, le fort est investi par les troupes versaillaises dès le 21 mars 1871 et utilisé pour bombarder les insurgés de la Commune de Paris. Au printemps 1871, les communards ont reçu 78 000 obus en 48 jours, à la porte Maillot et autour du bastion no 51 des fortifications de 1844.

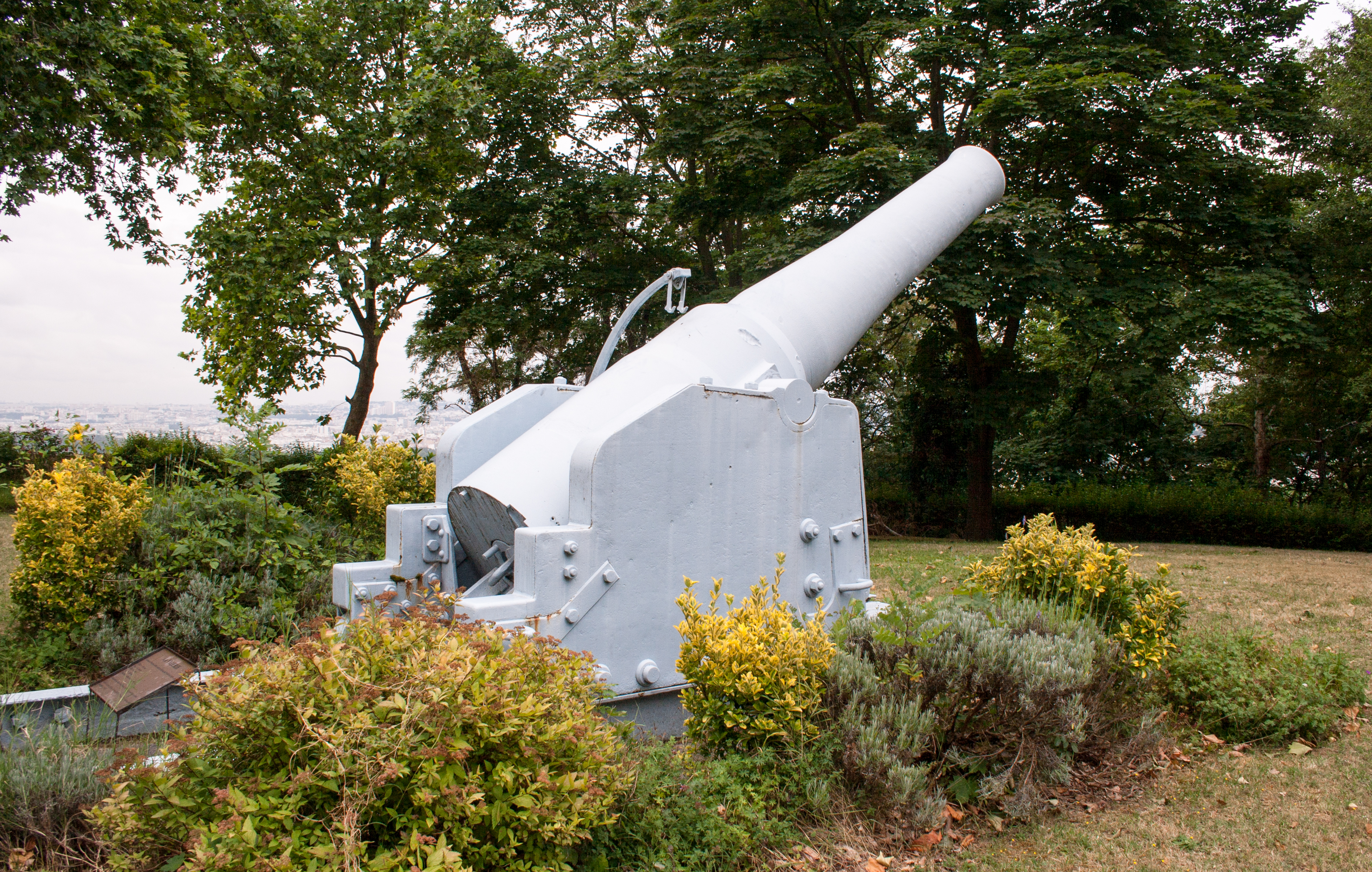
Le canon « La Valérie », situé dans le fort, a tiré sur plusieurs positions prussiennes pendant la guerre de 1870.
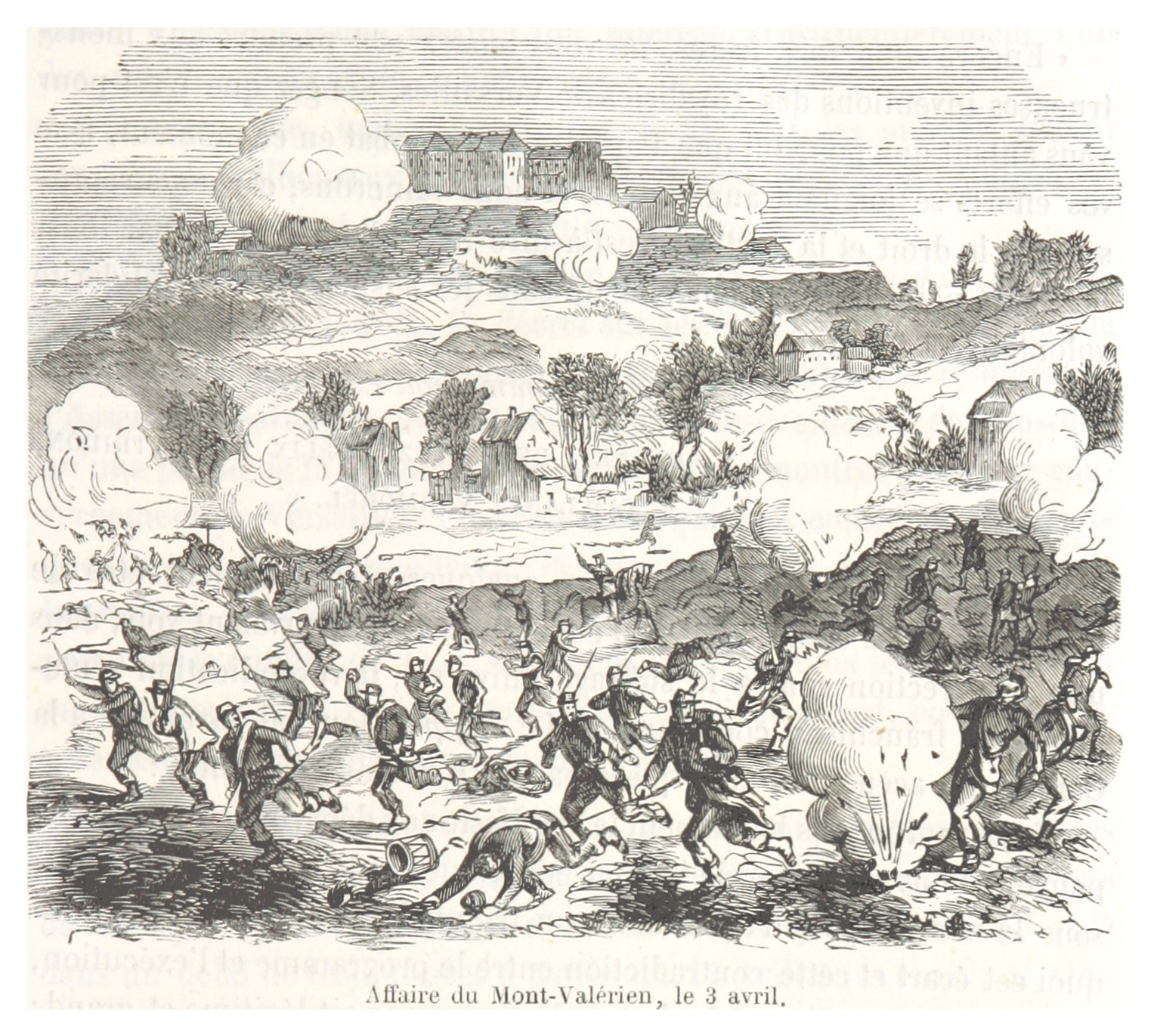
Communards repoussés dans la plaine de Nanterre par des tirs d'artillerie du Mont-Valérien, le 3 avril 1871.
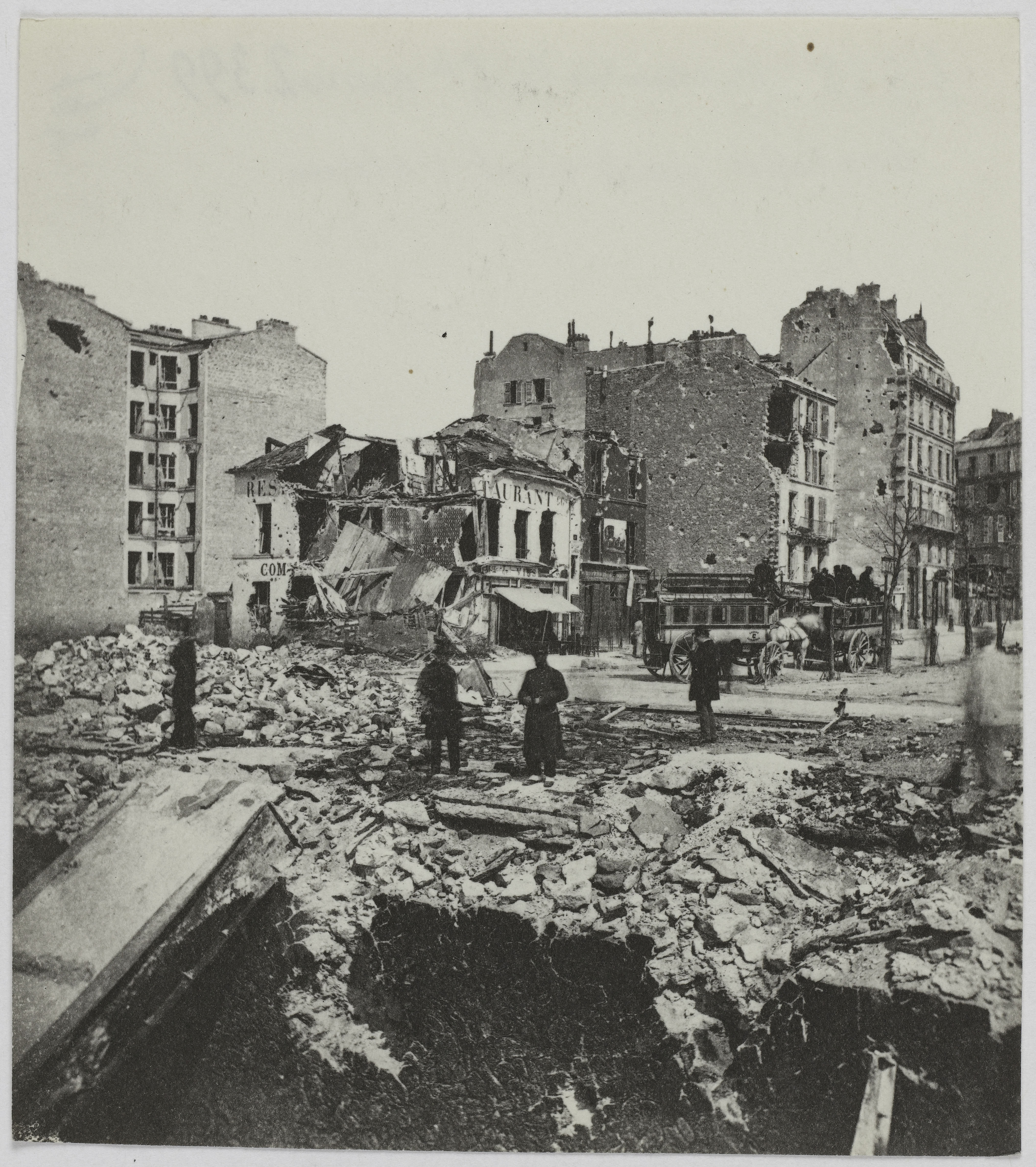
Avenue de la Grande-Armée bombardée depuis le mont Valérien, le 28 mai 1871.

La forteresse comporte une cartoucherie, où travaillent des ouvrières chargées de recycler et de détruire les munitions impropres au service puis d'en récupérer le salpêtre. Malgré deux incidents en 1870 et 1873, qui conduisent les autorités à préconiser l'arrêt de cette activité et la destruction des cartouches par noyade, elles poursuivent ce métier dangereux. Le 18 décembre 1882, une grande explosion touche la cartoucherie. L'incendie est maîtrisé mais 25 personnes sont brûlées, dont 17 finissent par mourir, 16 ouvrières et un sous-officier,. Une stèle leur rend hommage dans le cimetière ancien de Puteaux.
En 1884, le dépôt central du matériel et l'École de la télégraphie militaire sont créées dans la forteresse, ce qui ne nécessite donc désormais plus d'avoir recours à des civils. En 1897, le général Gustave Ferrié devient directeur de l'école, après y avoir été stagiaire en 1893 et instructeur en 1895. En 1900 est créé le 24e bataillon des sapeurs-télégraphistes du 5e génie. En 1913, le bataillon devient le 8e régiment du génie puis en 1947 le 8e régiment de transmissions.
Le 13 janvier 1898, le colonel Marie-Georges Picquart, chef des services secrets français, est incarcéré au mont Valérien dans le cadre de l’affaire Dreyfus. Le 31 août 1898, le colonel Hubert Henry, autre protagoniste de l'affaire Dreyfus placé aux arrêts au mont Valérien, s'y suicide.
Pendant la Première Guerre mondiale, la forteresse est utilisée pour la défense aérienne de Paris, un projecteur y étant installé pour voir les avions la nuit (cf. « Camille Mortenol »).
Pendant la Seconde Guerre mondiale, la forteresse est utilisée par les nazis pour y fusiller un millier d'otages, résistants et Français libres parachutés sur le sol français.

### Les fusillés du Mont-Valérien
Parmi les plus célèbres on peut citer :
- le 29 août 1941, Honoré d'Estienne d'Orves, Maurice Barlier et Jan Doornik ;
- le 22 octobre 1941, cinq otages, en représailles après la mort de Karl Hotz ;
- le 24 octobre 1941, Bernard Anquetil ;
- le 10 décembre 1941, 11 membres du groupe de résistance Elie originaires de Brest[11] ;
- le 15 décembre 1941, 70 otages dont 53 Juifs — dont 44 viennent du camp de Drancy[12]. L'un des otages fusillé est Gabriel Péri.
- le 6 février 1942, deux habitants de Saint-Michel-en-l'Herm ayant tenté de faire évader des aviateurs britanniques ;
- le 11 février 1942, André Bloch ;
- le 23 février 1942, sept membres du réseau du musée de l'Homme : Vildé, Lewitsky, Nordmann, Ithier, Andrieu, Sénéchal, Walter ;
- le 27 février 1942, Jean-Claude Chabanne ;
- le 9 mars 1942, les sept condamnés à mort du procès du Palais Bourbon ;
- le 21 mars 1942, Georges Paulin ;
- le 17 avril 1942, les 23 condamnés à mort du procès de la Maison de la Chimie, dont Bernard Laurent et Marcel Bertone. Exécution de Marcel Bourdarias et de Spartaco Guisco ;
- le 23 mai 1942, Georges Politzer et Jacques Solomon ;
- le 30 mai 1942, Arthur Dallidet et Jacques Decour ;
- le 22 juin 1942, Gabriel Laumain ;
- le 27 juillet 1942, Valentin Feldman. Au moment d'être exécuté, il lance aux soldats allemands un cri demeuré célèbre : « Imbéciles, c'est pour vous que je meurs ! »[13] ;
- le 11 août 1942, Georges Bouzerait, Jean-Baptiste Douvrin, Nojme Zalkinow (père de Fernand Zalkinow) et Georges Victor Frémont ;
- le 21 septembre 1942, Gaston Bussière et Marcel Lamant ;
- le 26 février 1943, Lucien Dupont, Charles Grosperin, André Berthelot, Pierre Bolzer, Marcel Garcin, Georges Leblanc, Lucien Lefranc, Gabriel Rabot, Victor Recourat[14] ;
- le 15 juin 1943, Jules Dumont ;
- le 17 septembre 1943, 19 brestois, pour avoir combattu les troupes allemandes d'occupation, dans les rangs des Francs-tireurs et partisans et commis de nombreux actes de sabotages dans le Finistère : Albert Abalain, Lucien Argouach, André Berger, Louis Departout, Yves Giloux (étudiant, né à Ouessant le 15 décembre 1921), Louis Le Bail, Paul Le Gent, Eugène Lafleur, Louis Le Guen, Paul Monot, Henri Moreau, Jean-Louis Primas, Jean Quintric, Albert Rannou, Albert Rolland, Étienne Rolland, Joseph Ropars, Jean-Marie Teuroc, Charles Vuillemin ;
- le 2 octobre 1943, Martial Brigouleix, Robert Vermassen[15] ;
- le 6 octobre 1943, Roger Rieckert, Jacques Massias, Jacques Delaunay et Marc Delaunay ;
- le 21 février 1944, trois lycéens résistants du lycée Anatole-Le-Braz de Saint-Brieuc, ainsi que Missak Manouchian avec 21 résistants de son réseau dénoncés par l'Affiche rouge ;
- le 7 mars 1944, André Chesnot ;
- le 15 mars 1944, Bernard Chevignard ;
- le 28 mars 1944, Frédéric De Jongh (père d'Andrée De Jongh) ;
- le 5 avril 1944, André Lamarre ;
- le 11 avril 1944, Joseph Epstein ;
- le 25 avril 1944, Raymond Collot, Louis Chapiro, Jean Camus, Albert Autereau et Paul Roussière, du comité militaire FTP de l'Inter-région parisienne, arrêtés le 11 janvier 1944 et condamnés à mort le 11 avril[16] ;
- le 11 août 1944, 93 détenus du camp de Royallieu[17].

Le site du ministère des Armées rapporte les noms de plusieurs victimes civiles originaires d'Algérie et mortes au Mont-Valérien, parmi lesquelles : Mohammed Aït Abderrha Mane (le 3 mars 1942), Mahamed Bounaceur (le 27 décembre 1941), Yvon Djian (le 11 août 1942), Essaïd ben Mohand Haddad (le 12 janvier 1942), Mohamed Hadjadj (le 11 août 1942), André Leclerc (le 11 avril 1944), Mohamed Moali (le 27 septembre 1941), Fernand Zemour (le 29 décembre 1941), Amar Zerboudi le (27 janvier 1942).
Au total, c'est plus d'un millier d'exécutions d'otages et de résistants qui ont eu lieu au Mont-Valérien. Au 30 décembre 2008, le site internet du ministère de la Défense indiquait un total de 1 014 fusillés identifiés. Amenés de l'extérieur en camion pour leur exécution, ils étaient enfermés dans la chapelle désaffectée du château de Forbin-Janson puis conduits dans une clairière située à une centaine de mètres en contrebas. Leurs corps ont été ensuite dispersés dans les cimetières de la région parisienne.
Ce sont tous des hommes, âgés d'au moins 16 ans. Le manuel de droit criminel de la Wehrmacht interdit de condamner à mort les enfants de moins de 16 ans et de fusiller les femmes. Par exemple André Kirschen, âgé de 15 ans, faisant partie des accusés du procès de la Maison de la Chimie, est condamné à la déportation, Olga Bancic, condamnée en même temps que les hommes de l'Affiche rouge, est conduite en Allemagne pour y être décapitée.
Le 18 juin 1960, le général de Gaulle inaugure au Mont-Valérien le mémorial de la France combattante, où reposent 16 corps de combattants, originaires de France et des colonies, symbolisant les différentes formes des combats pour la Libération.

## Circuit mémoriel

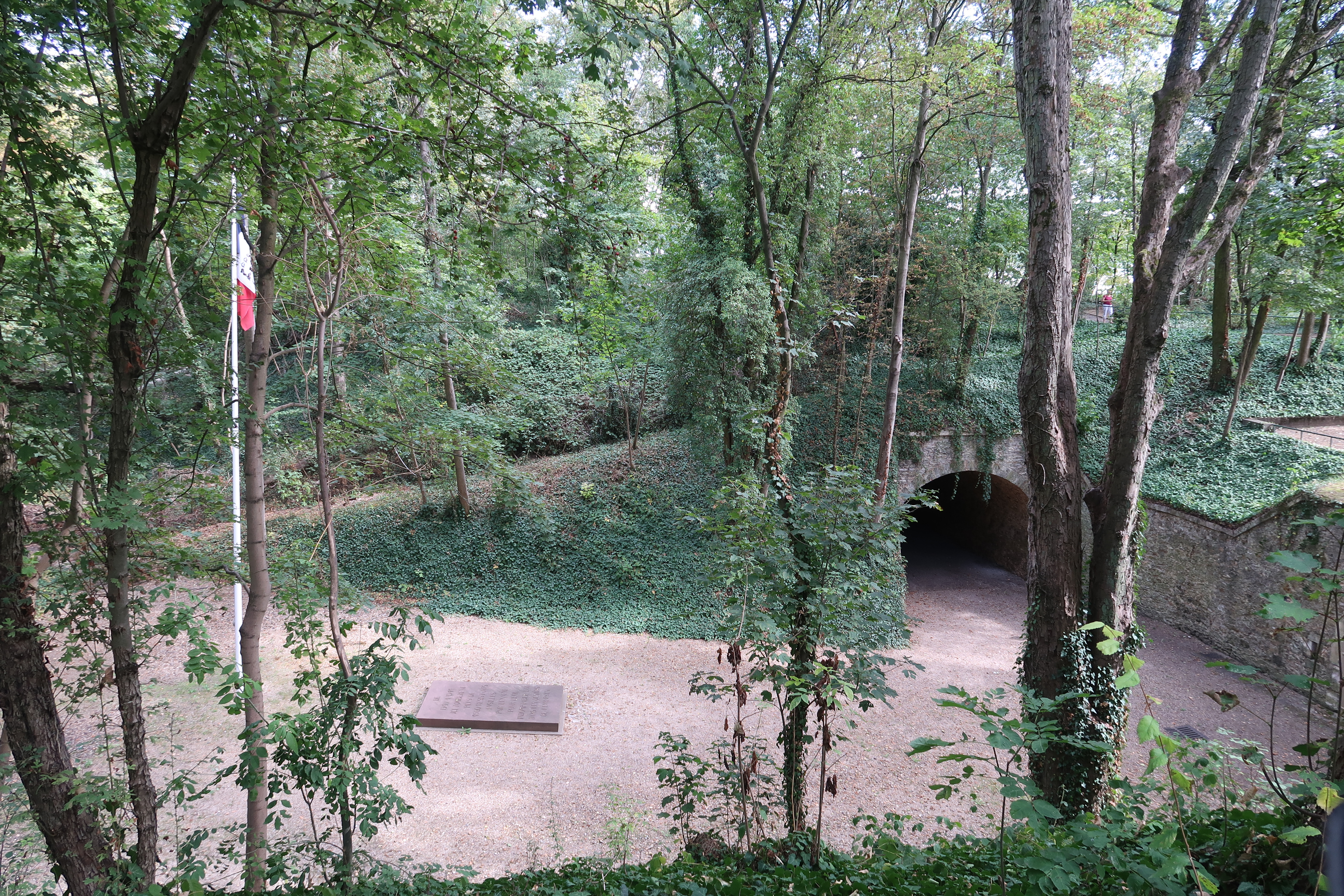
Clairière des fusillés.

Un circuit retrace les derniers pas des condamnés, de la chapelle où ils étaient enfermés à la clairière où ils ont été fusillés.
Dans la chapelle sont conservés les graffitis écrits par les fusillés avant de mourir et cinq poteaux d'exécution.
En 1962, le ministre des Anciens combattants Raymond Triboulet inaugure le « parcours des fusillés ».
Dans les années 1990, Serge Klarsfeld critique le chiffre de « 4 500 résistants fusillés par l'ennemi » qui figure sur la plaque posée sur le sol de la clairière depuis les années 1960 et publie en 1995 avec Léon Tsevery le livre Les 1007 fusillés du Mont-Valérien parmi lesquels 174 Juifs.
Le 22 octobre 1997, une proposition de loi de Robert Badinter,, qui propose l'édification d'un monument sur lequel figureraient les noms des fusillés, est approuvée à l'unanimité par le Sénat.

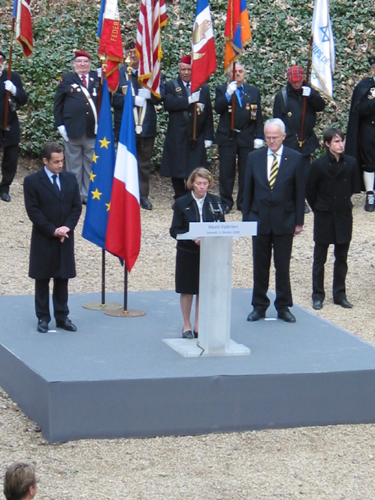
Nicolas Sarkozy et Jürgen Rüttgers le 23 février 2008.

En 2001, un concours artistique est organisé pour la réalisation du Monument à la mémoire des otages fusillés au Mont-Valérien entre 1941 et 1944, au terme duquel le projet du sculpteur et plasticien Pascal Convert est retenu. Il s'agit d'une cloche en bronze de 2,18 m de haut posée sur une dalle de béton devant la chapelle. Y figurent, par ordre chronologique de décès, les noms et prénoms des 1 008 résistants et otages fusillés au Mont-Valérien entre 1941 et 1944 qui ont pu être identifiés. Une inscription sur la base de la cloche perpétue la mémoire de « tous ceux qui n'ont pas été identifiés ». Le 20 février 2002, la cloche est coulée par la fonderie Paccard à Sevrier. Le 20 septembre 2003 le monument est inauguré par le Premier ministre, Jean-Pierre Raffarin.
En 2009 est achevé un projet d'exposition permanente consacrée à la répression de la Résistance et aux fusillés d'Île-de-France, située dans le bâtiment faisant face à la chapelle.

## Cérémonies
Le 23 février 2008, Nicolas Sarkozy, président de la République française et Jürgen Rüttgers, ministre-président de la Rhénanie-du-Nord-Westphalie, rendent hommage aux victimes de la Résistance et à l'abbé Franz Stock, qui fut aumônier des prisonniers fusillés au mont Valérien. Jürgen Rüttgers est la première personnalité politique allemande à se rendre en visite officielle au mont Valérien.
Le mémorial est le lieu de nombreuses cérémonies, en particulier celle qui commémore l'appel du 18 Juin.
Le 20 février 2024, un hommage en présence de plusieurs membres du gouvernement français est organisé à la mémoire de 23 résistants — dont 22 ont été fusillés le 21 février 1944 en ce lieu — parmi lesquels figure le résistant communiste Missak Manouchian, à la veille de son entrée au Panthéon,.

## La forteresse du Mont-Valérien auXXIesiècle

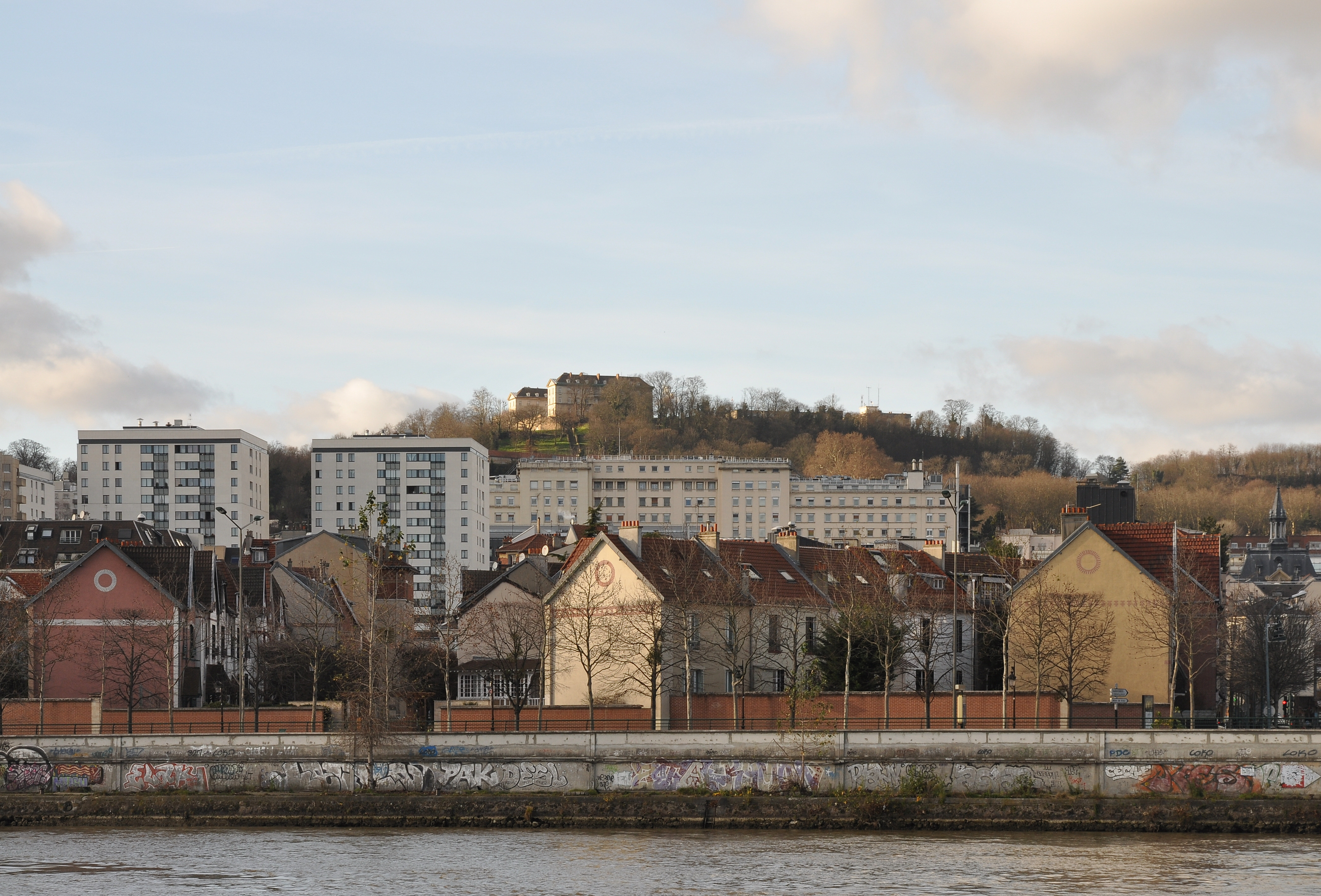
La forteresse du Mont-Valérien, vue depuis le bois de Boulogne, avec la Seine puis Suresnes au premier plan.

Le Mont-Valérien est le siège des institutions suivantes :
- la Direction interarmées des réseaux d'infrastructures et des systèmes d'information d'Île de France / 8e régiment de transmissions (DIRISI IDF/8e RT), née de la fusion du 8e régiment de transmissions avec la Direction interarmées des réseaux d'infrastructure et des systèmes d'information ;
- le colombier militaire national et le musée colombophile militaire[33],[34] ;
- un musée où sont exposés des appareils de transmissions militaires (dans le bâtiment dit de 1812).

On lui attribue d'héberger, depuis la Seconde Guerre mondiale, les services d'écoute de l'armée française et notamment celles des personnes privées (voir la page Claude Angeli), ce qui se révèle finalement faux, les écoutes étant réalisées aux Invalides.
Les ruines de l'ancien cimetière du Mont-Valérien s'y trouvent aussi.

### Autres emplois du Mont-Valérien
Dans le cadre de la politique européenne de sécurité et de défense :
- pendant la guerre d'Algérie, le fort abrite les services du groupement des contrôles radio-électriques (GCR) en liaison avec les unités combattantes à l'aide des antennes filaires installées autour de la cour principale ;
- en 2003, le fort sert de quartier général pour l'opération Artémis en République démocratique du Congo (2003) ;
- de 2007 à 2009, il héberge l'état-major opérationnel de la Force de l'Union européenne (EUFOR), activé pour l'opération EUFOR Tchad/RCA[Note 5].

Lors de la pandémie de Covid-19, afin d'éviter la paralysie du Centre de planification et de conduite des opérations (CPCO) en cas de hausse du nombre de personnes infectées sur le site de Balard, une partie de l'organe est transférée à la forteresse du Mont-Valérien.

## Statuaire
Comptant parmi les dépôts du Centre national des arts plastiques, le fort accueille de nombreuses sculptures, comme Le Vent de Robert Couturier (1937, conservé ici depuis 1971), La Peur de Madeleine Salomé Vénard (1953) ou encore Rebecca de Gustave Pimienta.

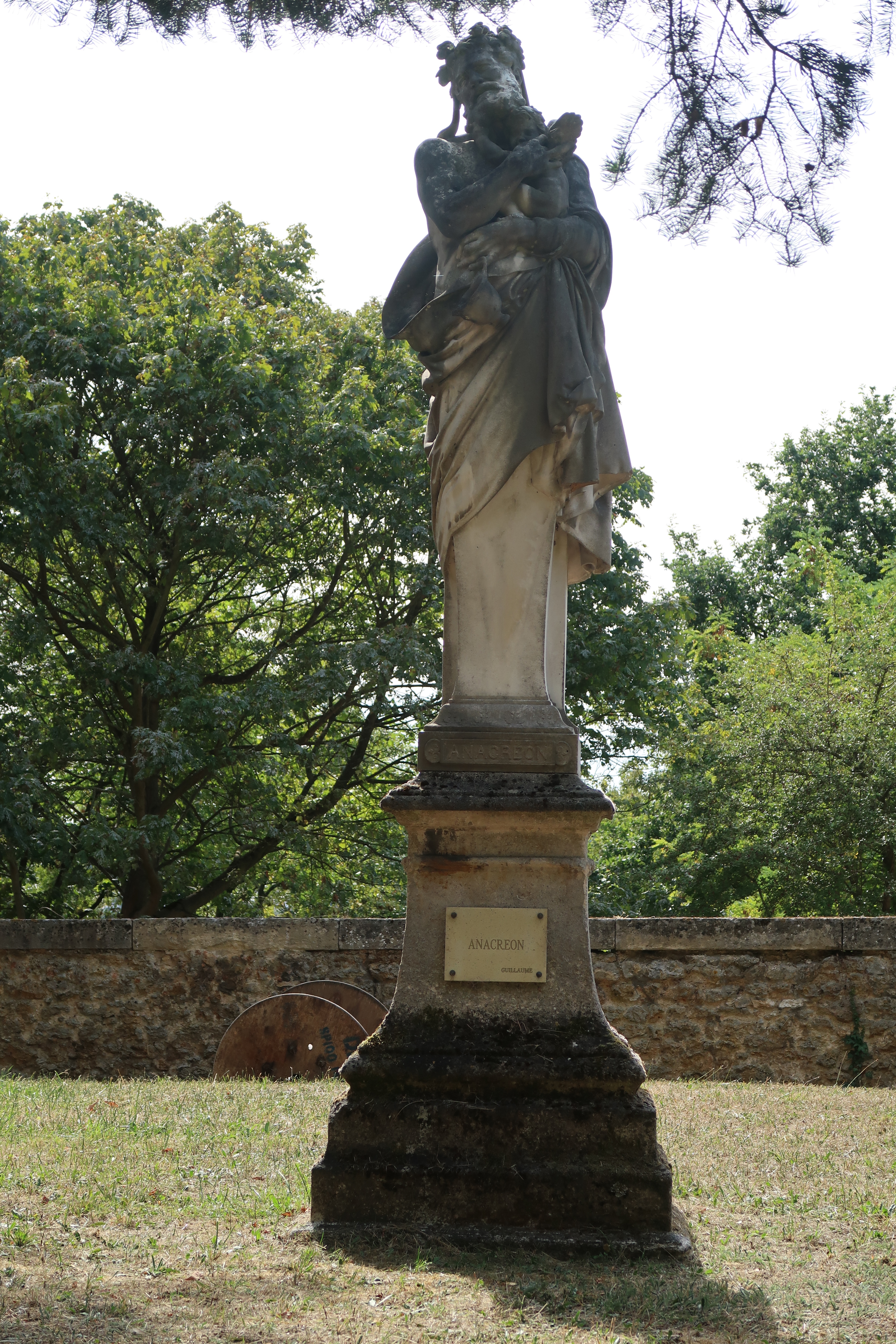
Eugène Guillaume, Anacréon.
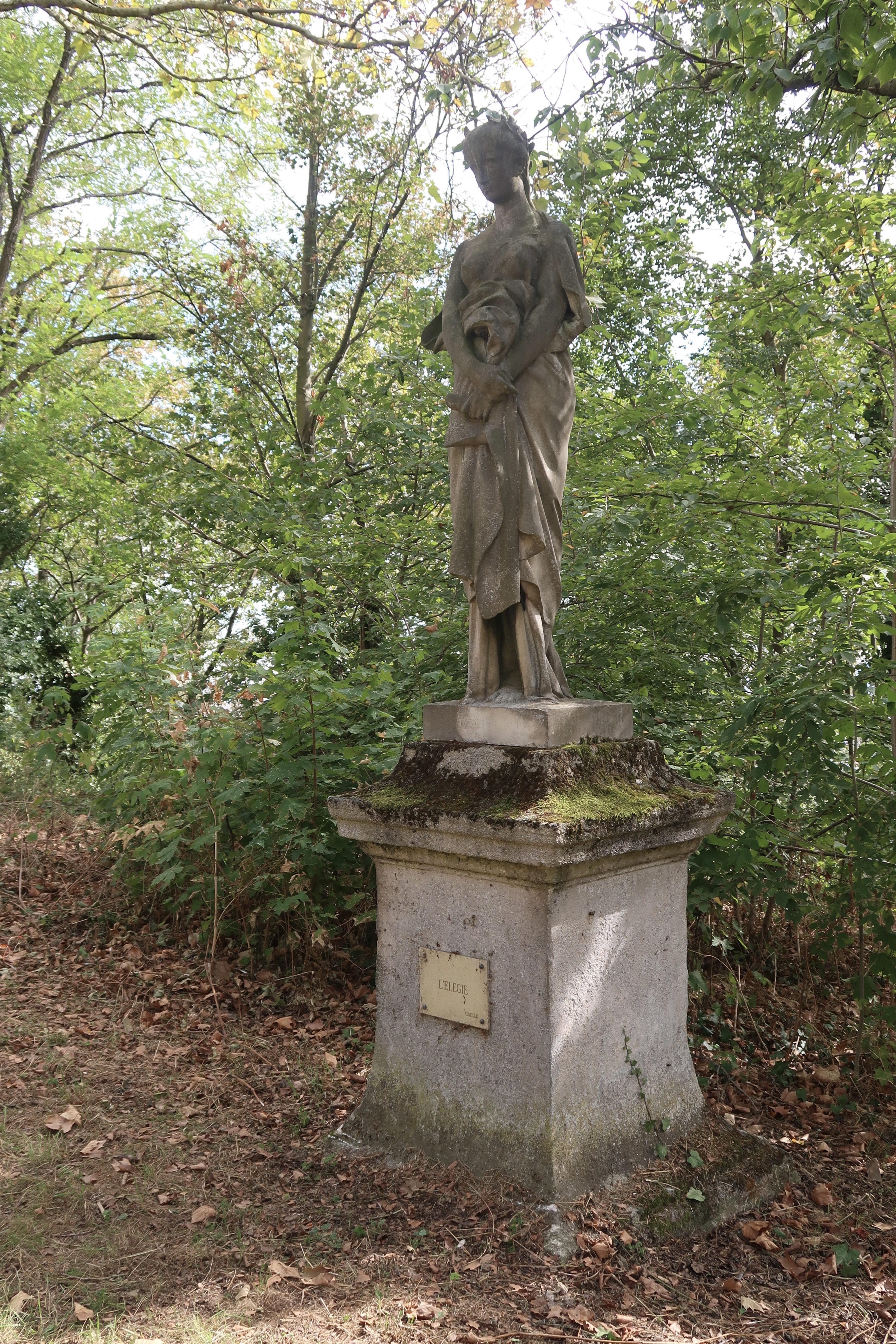
Joseph-Michel Caillé, L'Élégie.
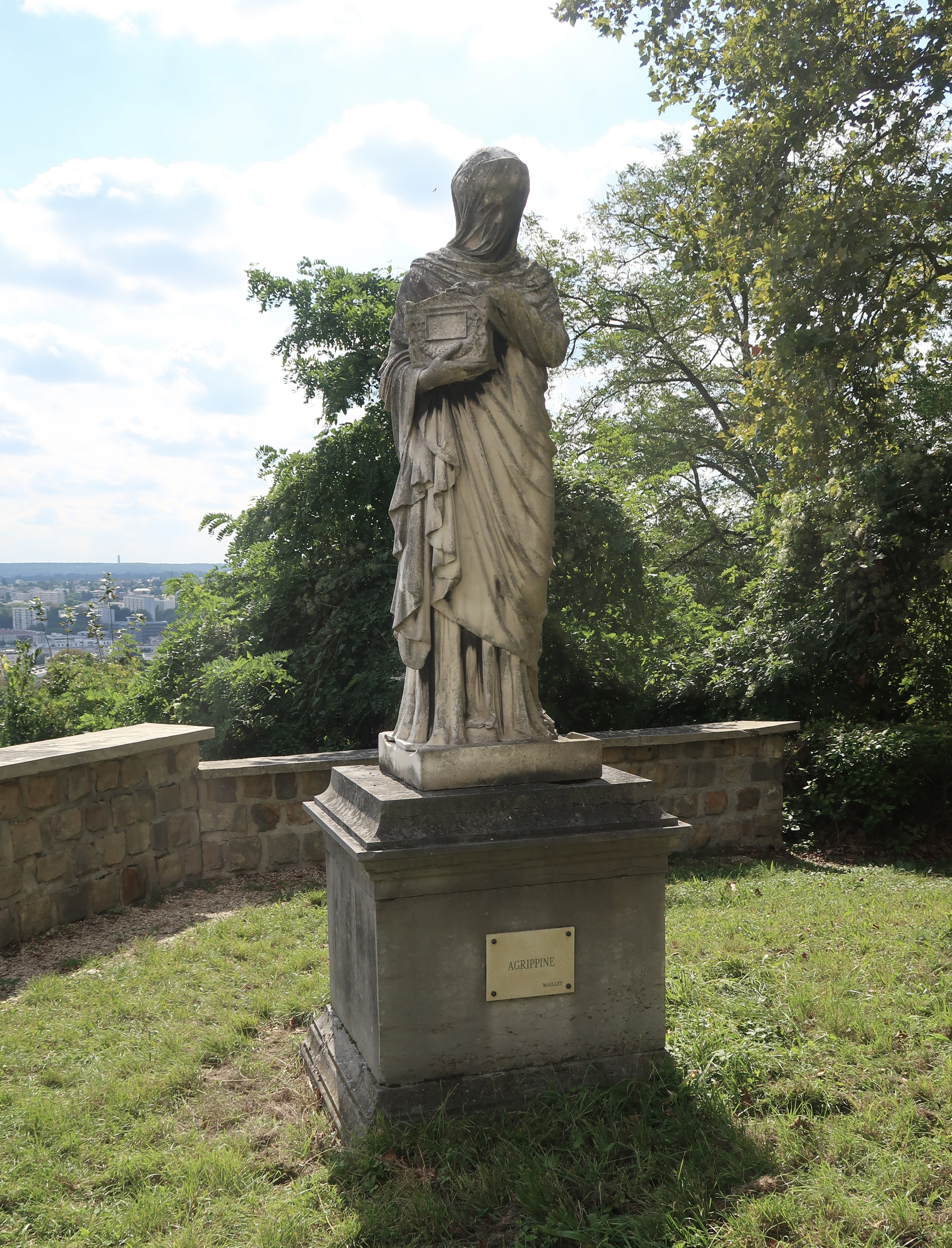
Jacques-Léonard Maillet, Agrippine.
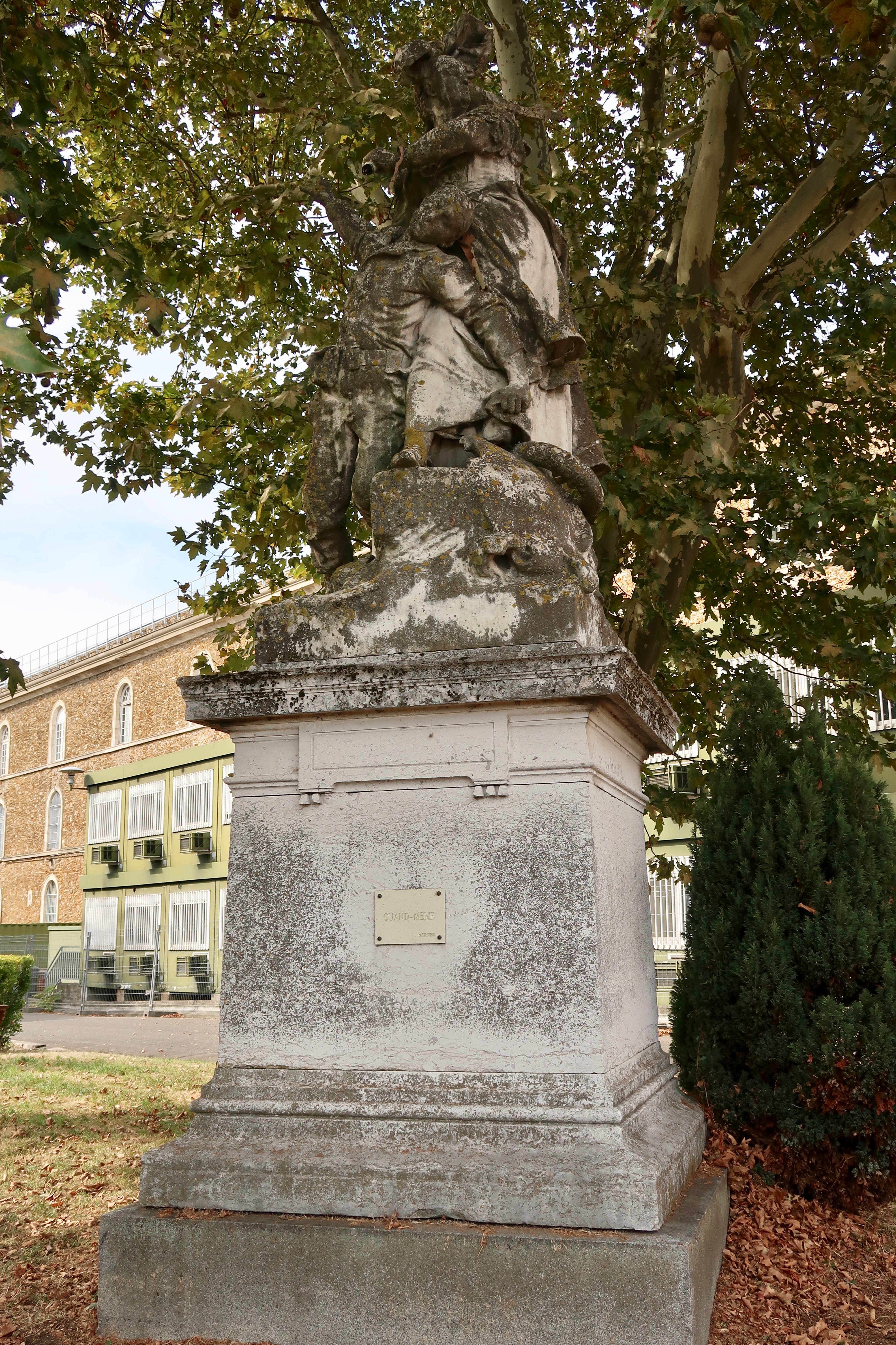
Antonin Mercié, Quand même !.
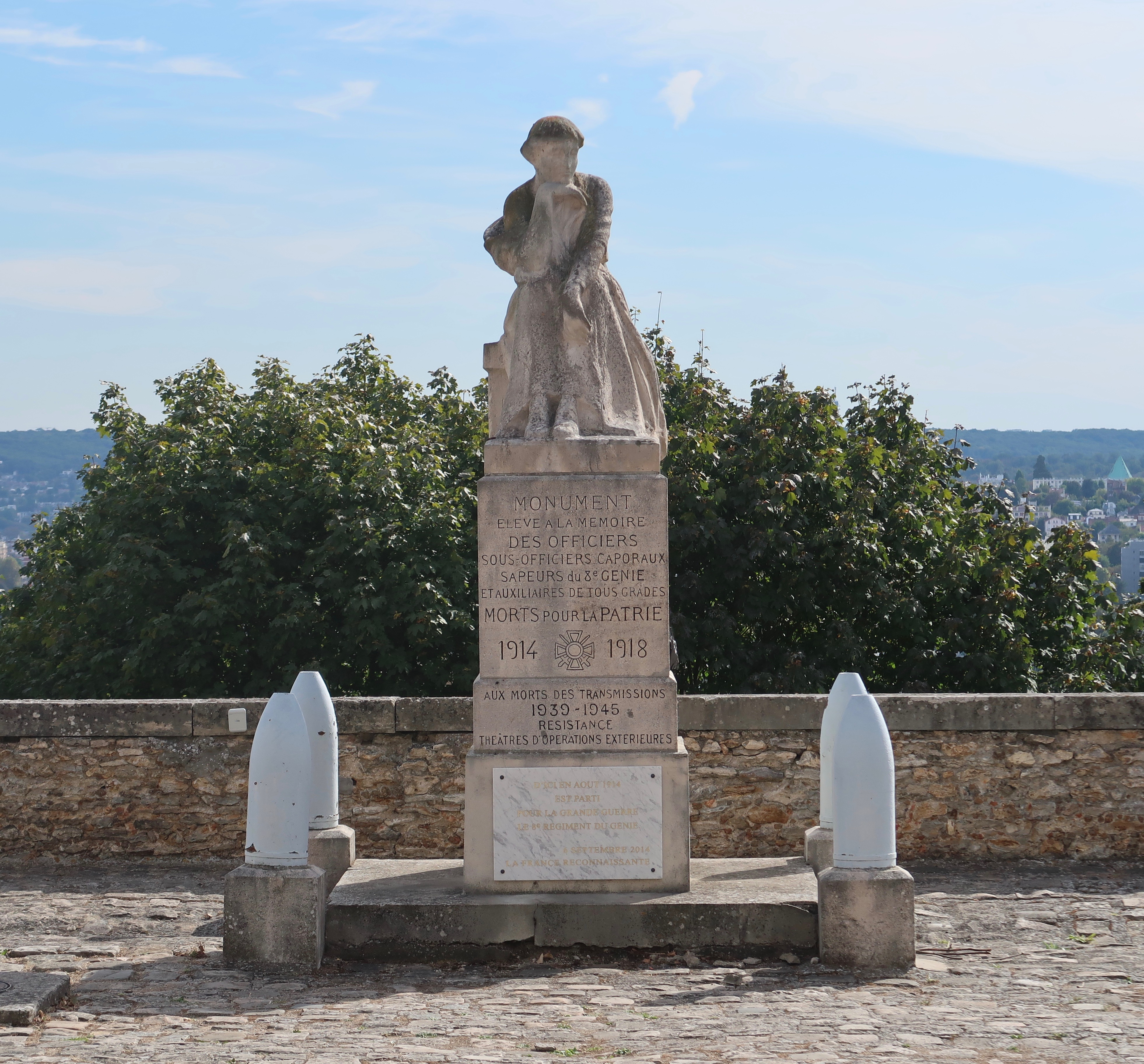
Monument aux morts du 8e régiment du génie.
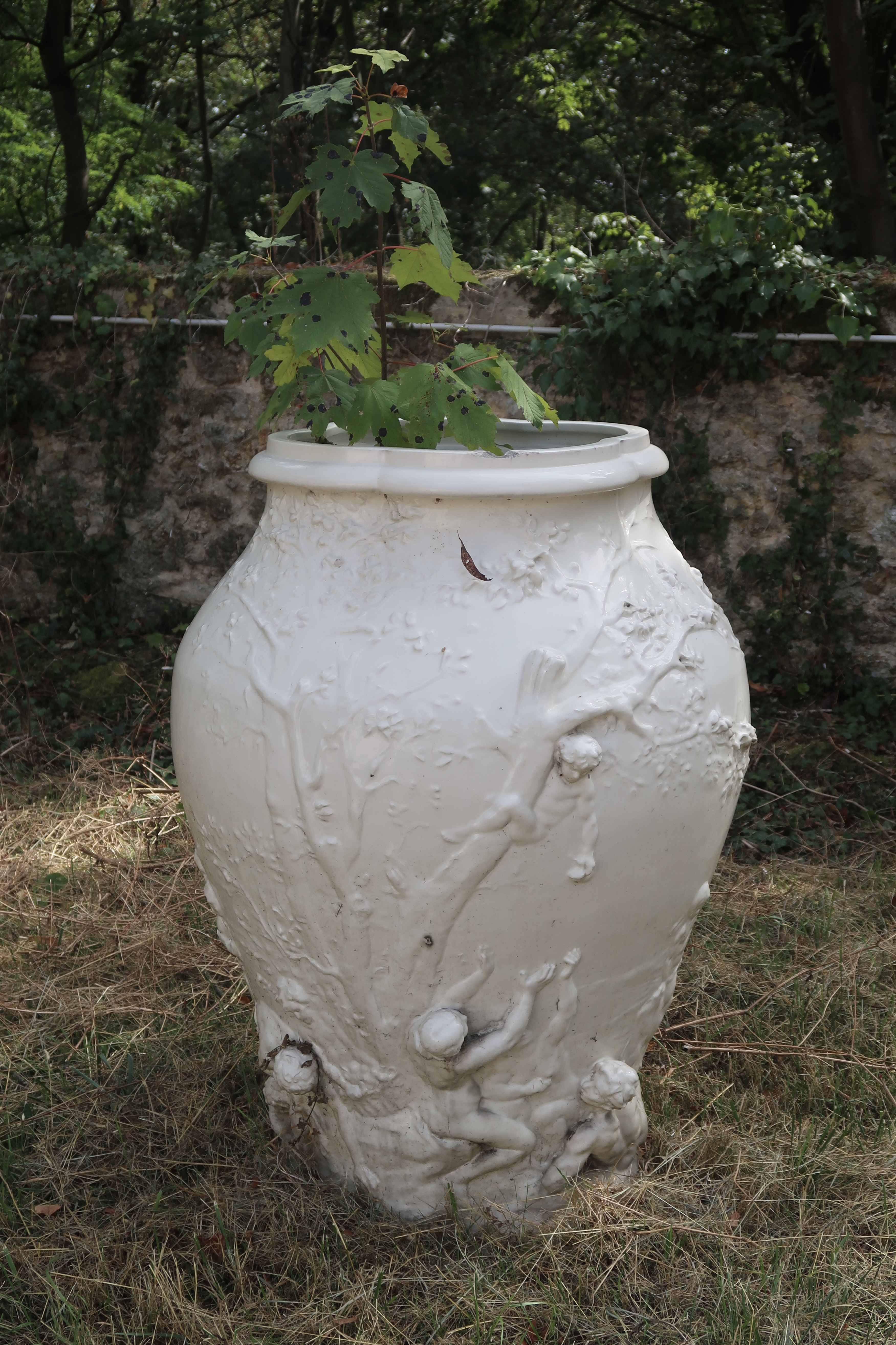
Jules Dalou, vase L'Âge d'or (1888).